# ولدیمیر سیچینسکی

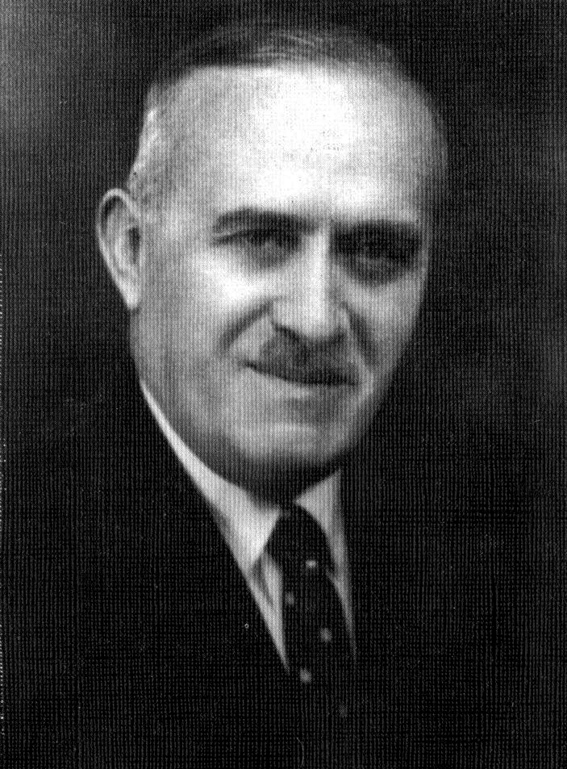
ولودیمیر سیچینسکی

ولدیمیر سیچینسکی (زاده ۲۴ ژوئن ۱۸۹۴ – ۲۵ ژوئن ۱۹۶۲) یک معمار، گرافیست و مورخ هنر اوکراینی مهاجر بود.
ولودیمیر سیچینسکی در خانواده ایوتیم سیتسینسکی در کامیانتس-پودیلسکی، پودولیا گوبرنیا، روسیه، که در اوکراین امروزی است، به دنیا آمد.
او در سال ۱۹۱۲ از دانشکده فنی کامیانتس فارغ‌التحصیل شد و سپس تحصیلات خود را در مؤسسه مهندسین عمران سنت پترزبورگ (۱۹۱۲–۱۹۱۷) و در دانشگاه چارلز در پراگ (۱۹۲۴–۱۹۲۷) ادامه داد. در طول دوره موقت بین سن پترزبورگ و پراگ، او در ورزشگاه کامیانتس (۱۹۱۸–۱۹۱۹) تدریس کرد، به سازماندهی مؤسسه معماری در کیف (۱۹۱۸–۱۹۱۹) کمک کرد و به عنوان مدیر بخش ساخت و ساز استان پودولیا خدمت کرد.
پس از فرار از حکومت شوروی به لویو، او در آنجا در ژیمنازیوم آکادمیک تدریس کرد (۱۹۲۱–۱۹۲۳) و سپس به پراگ نقل مکان کرد. در پراگ، او در مقطع دکترا کار کرد، در مدرسه هنر «استودیو» تدریس کرد (۱۹۲۳–۱۹۴۵)، و به عنوان مدرس تاریخ هنر در مؤسسه عالی آموزشی اوکراین (۱۹۲۳–۱۹۳۳) خدمت کرد. او دکترای خود را دریافت کرد. و در ۵ اکتبر ۱۹۲۷ به درجه استادی ارتقا یافت.
او همچنین از سال ۱۹۲۷ ریاست کمیسیون کتاب‌شناسی و کتاب‌شناختی انجمن کتاب‌شناسان اوکراین در پراگ را بر عهده داشت و به عنوان رئیس انجمن (۱۹۳۴–۱۹۴۳) خدمت کرد. او در سال ۱۹۳۰ انجمن هنرمندان مستقل اوکراینی را در لویو تأسیس کرد. از سال ۱۹۳۰ او همچنین عضو کامل انجمن علمی شوچنکو در لویو بود. سیچینسکی در ۲۵ ژانویه ۱۹۴۰ به عنوان استادیار تاریخ هنر در دانشگاه آزاد اوکراین منصوب شد و سپس در ۲۲ مارس ۱۹۴۲ به عنوان دانشیار ارتقا یافت.
از سال ۱۹۴۳ تا ۱۹۴۵ توسط گشتاپو در پراگ و برلین زندانی و شکنجه شد. او که پناهنده پس از جنگ در آلمان بود، در سال ۱۹۴۹ به ایالات متحده مهاجرت کرد و در آنجا به تدریس در مؤسسه فنی اوکراین در شهر نیویورک ادامه داد. او در ۲۵ ژوئن ۱۹۶۲ در پاترسون، نیوجرسی در سن ۶۸ سالگی درگذشت.
سیچینسکی بیش از ۵۰۰ مقاله، کتاب و نقد منتشر کرد. او نویسنده آثاری در مورد هنر اوکراین، فرهنگ، معماری، حکاکی و چاپ، صنعت و منابع خارجی در مورد تاریخ اوکراین است.